# 山野岳義
山野 岳義（やまの たけよし、1949年（昭和24年）1月10日 - ）は、日本の官僚。元人事院事務総長。島根県出身。2019年、瑞宝重光章受章。

## 略歴
- 東京大学法学部卒業
- 1971年（昭和46年） 司法試験第二次試験合格
- 1972年（昭和47年） 自治省入省
- 1977年（昭和52年）4月  北九州市企画局企画部開発課長
- 1983年（昭和58年）8月 徳島県財政課長
- 1987年（昭和62年）1月 自治省財政局指導課理事官
- 1987年（昭和62年）7月 北九州市財政局長
- 1988年（昭和63年）10月 北九州市企画局長
- 1991年（平成3年）4月  消防庁特殊災害室長
- 1993年（平成5年）1月  人事院事務総局職員局補償課長
- 1995年（平成7年）1月  人事院事務総局職員局職員課長
- 1996年（平成8年）4月  人事院事務総局給与局給与第一課長
- 1997年（平成9年）4月  人事院事務総局管理局総務課長
- 1998年（平成10年）12月  人事院事務総局管理局審議官
- 2000年（平成12年）4月  人事院事務総局公平局審議官、管理局付併任
- 2001年（平成13年）1月  人事院事務総局勤務条件局次長
- 2002年（平成14年）1月  人事院事務総局総務局総括審議官
- 2003年（平成15年）4月 人事院事務総局勤務条件局長
- 2004年（平成16年）4月 人事院事務総局給与局長
- 2006年（平成18年）1月 人事院事務総長
- 2008年（平成20年）4月 退官
- 2008年（平成20年）4月 財団法人地方公務員等ライフプラン協会理事長
- 2009年（平成21年）2月 弁護士登録（第二東京弁護士会）
- 2009年（平成21年）4月 早稲田大学政治経済学術院客員教授
- 2012年（平成24年）10月 財団法人全国市町村振興協会理事長
- 2013年  (平成25年)   4月 東京大学公共政策大学院非常勤講師
- 2014年 (平成26年）6月 安田倉庫株式会社社外取締役
- 2018年 (平成30年) 4月 特別区人事委員会委員

## 著書
- 『我が国地方自治制度の沿革』（「現代地方自治全集２ 地方自治制度」第４章）（ぎょうせい、1978年）
- 『最近の地方財政の現状と課題』（自治研究1987年7、8月号）
- 『ケーススタディ地方自治法』（共著）（良書普及会、1989年）
- 『アイデンティティの確立-地方公共団体のＣＩ戦略-』（「実務地方自治講座１０」）（ぎょうせい、1990年）
- 「コンサイス法律学用語辞典』（公務員関係部分）（三省堂　2003年）
- 『地方自治行政の実務と理論――公務員の問題解決のためのQ&A』（上田紘士、大西秀人と共同監修）（第一法規、2005年）